# Fish River
Fish River (afr. Visrivier) – rzeka w Namibii, której długość wynosi ok. 650 km. Jest to najdłuższa rzeka w całości położona na terenie tego kraju. 
Źródło rzeki znajduje się w górach Naukluft. Około 150 km w dół rzeki, niedaleko Mariental znajduje się Zapora Hardap, która zatrzymuje całą wodę z rzeki. Odcinek poniżej zapory jest zasilany jedynie przez dopływy. Na dalszym biegu Fish River ma charakter sezonowy, a zimą może całkowicie wyschnąć. Pomimo tego na długości około 160 km płynie przez Kanion Fish River, który osiąga szerokość do 27 km i głębokość do 550 metrów. Jest to największy kanion w Afryce oraz drugi, po Wielkim Kanionie Kolorado na świecie. 
Fish River uchodzi do rzeki Oranje na granicy z Republiką Południowej Afryki.

## Galeria

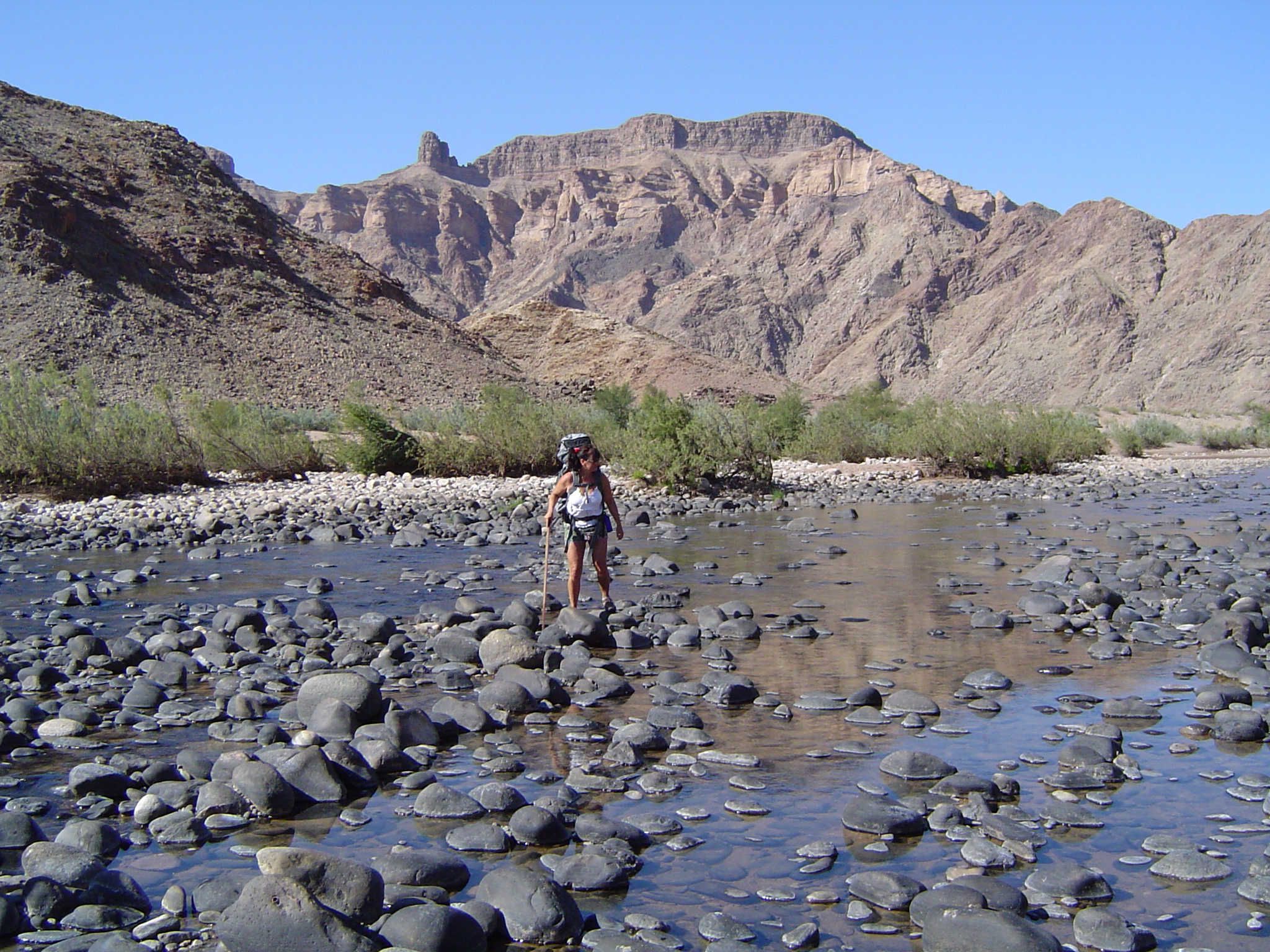
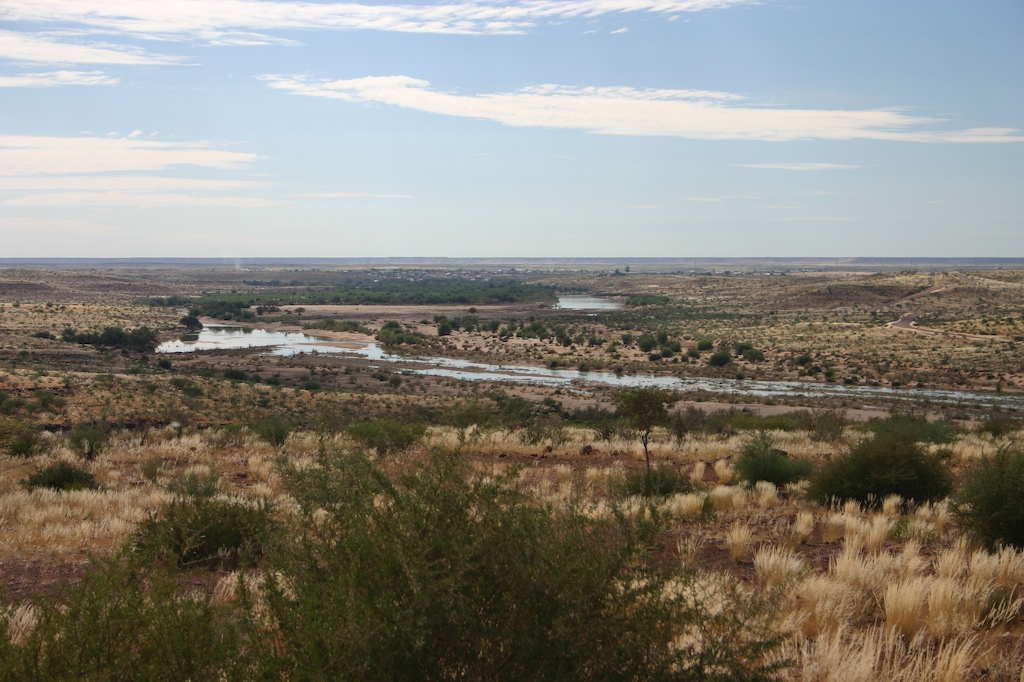
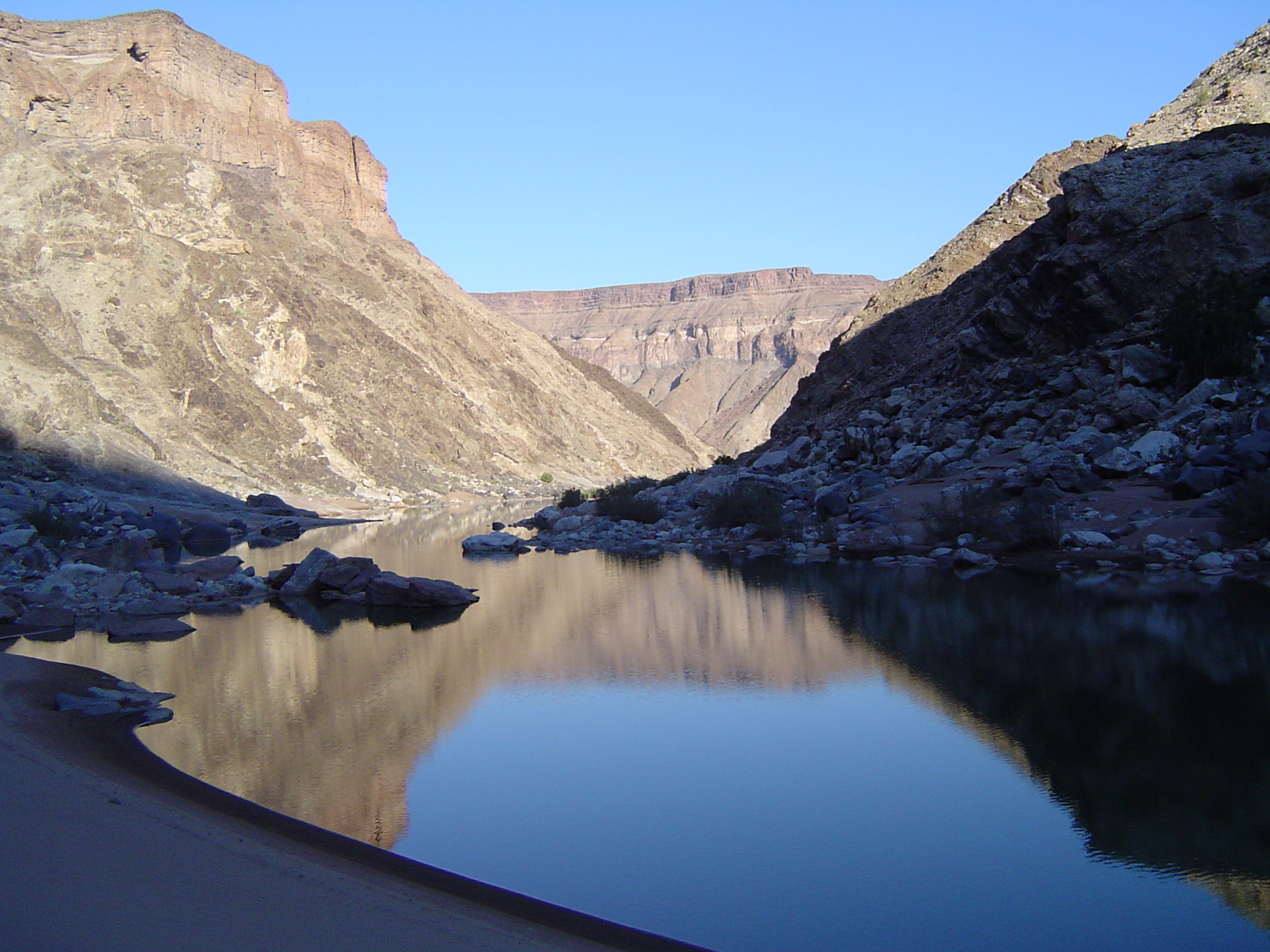
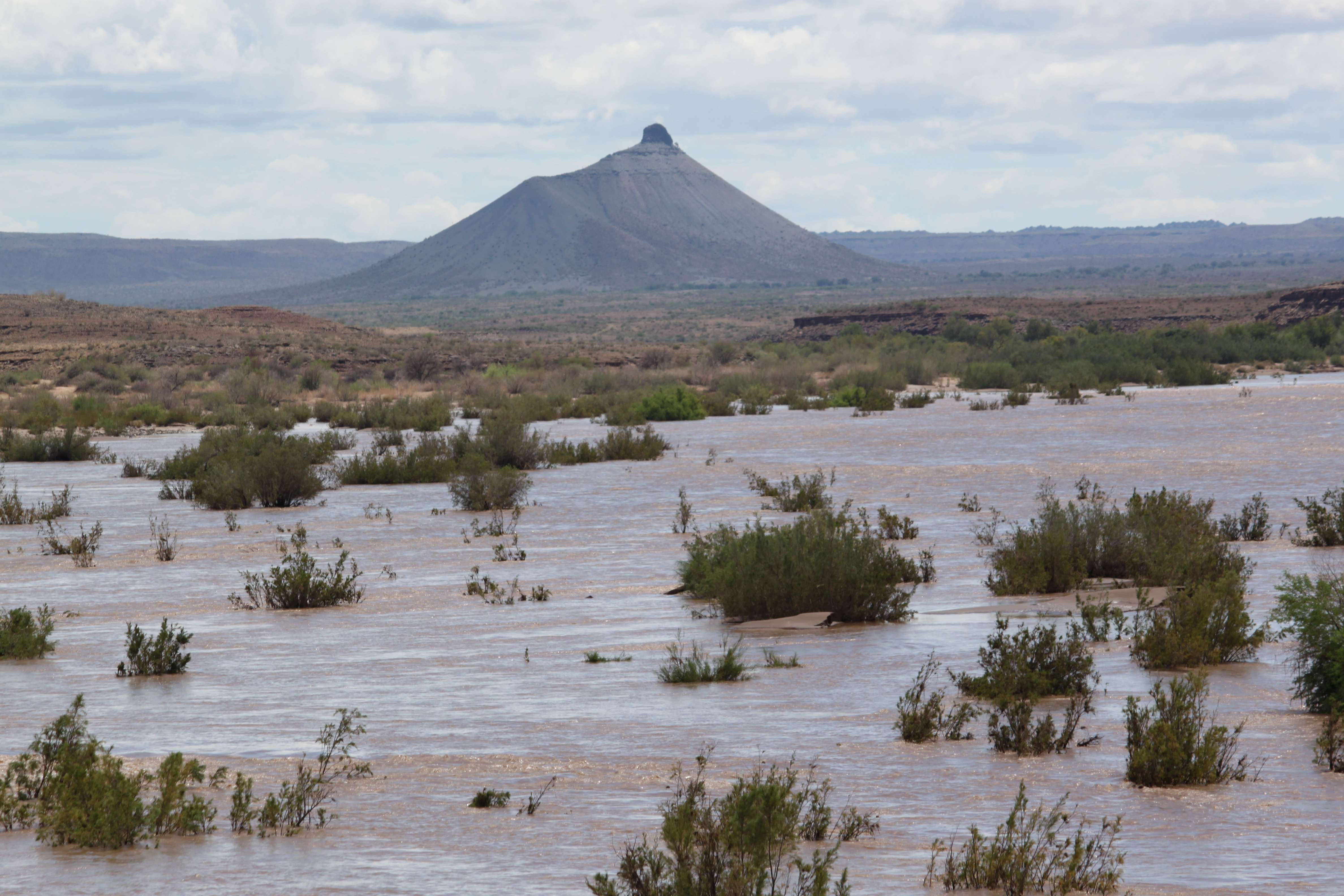
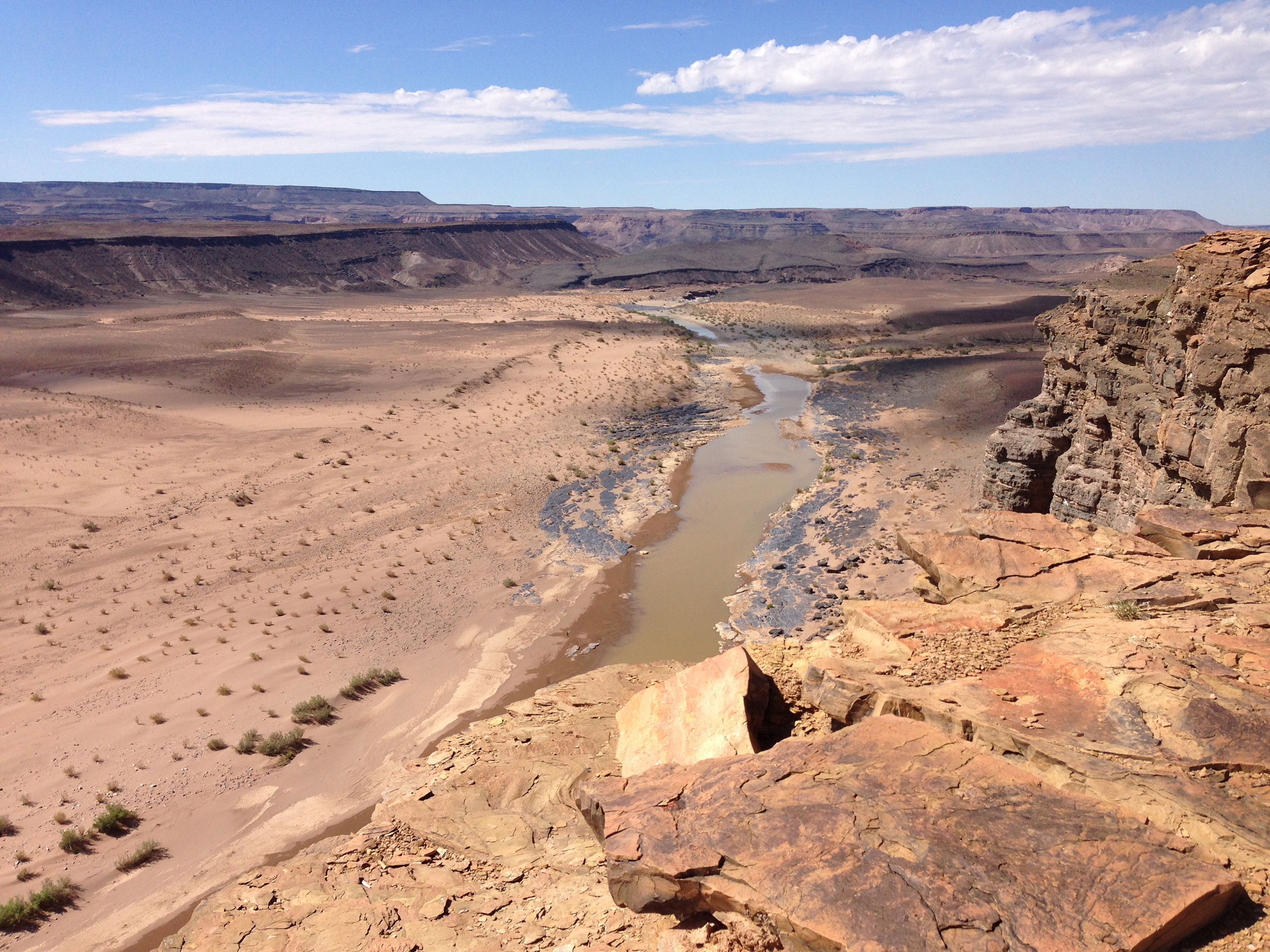